# Мор, Труде
Тру́де Мор (нем. Trude Mohr, в замужестве Бю́ркнер, нем. Bürkner; 12 сентября 1902 — 1989) — первый лидер Союза немецких девушек. Вступила на должность в 1934 году. В 1937 забеременела и оставила Союз. Была заменена Юттой Рюдигер.

## Биография

### Ранние годы
Родилась в семье среднего класса, придерживавшейся националистических взглядов. Не получила полного гимназического образования. В молодости служила на почте. В 1920-х годах присоединилась к одному из тогда немногочисленных молодёжных объединений, подчинявшихся НСДАП.

### Лидер Союза немецких девушек
В 1928 году Мор вступила в НСДАП и в 1930 получила распоряжение организовать отделение Гитлерюгенда Союз немецких девушек (БДМ) в Бранденбурге. Его руководителем стала Элизабет Грайфф-Вальден. К 1932 году Союз стал второй по величине организацией Третьего рейха. Когда в 1932 попытались запретить Гитлерюгенд, Мор активно протестовала, и БДМ продолжал работать.
В 1933 году Мор уволилась с почты для того, чтобы посвятить время пропаганде вступления в Союз немецких девушек. В 1934 году она получила официальную должность представителя Союза немецких девушек Третьего рейха (нем. Reichsreferentin). Она утверждала следующее:

Нашему народу нужно поколение девочек, здоровых морально и физически, уверенных и решительных, гордо и уверенно идущих вперёд. Они выполняют свои дела в повседневной жизни со спокойствием и проницательностью, они свободны от сентиментальных и экзальтированных эмоций, и это, именно это, в сочетании с яркой, развитой женственностью, будет делать их товарищами мужчин, так как она не считает его своего рода божеством, но компаньоном! Такие девочки будут, по необходимости, нести ценности национал-социализма будущим поколениям как ментальный оплот нашего народа.

### Дальнейшая судьба
В 1937 году после брака с оберштурмфюрером Вольфом Бюркнером она забеременела и оставила Союз немецких девушек. Во время её увольнения организация насчитывала 2,7 миллионов членов. Мор была заменена Юттой Рюдигер. После этого летом 1937 она вместе с Германом Вильгельмом Герингом управляла службой социального обслуживания служащих. В 1945 была арестована войсками Великобритании, однако позже выпущена. В 1980 Мор дала интервью журналисту Марку Клаусу.